# Eishockey-Bundesliga 1965/66
Die Saison 1965/66 der Eishockey-Bundesliga war die achte Spielzeit der Bundesliga, der höchsten deutschen Eishockeyliga. Deutscher Meister wurde der EC Bad Tölz, der damit seinen zweiten Meistertitel gewinnen konnte. Der Titelverteidiger EV Füssen lag nach der Vorrunde zwar ungeschlagen in Führung, drei Niederlagen in der Meisterrunde bedeuteten am Ende jedoch nur Platz zwei. Nach nur einem Jahr Bundesligazugehörigkeit stieg der VfL Bad Nauheim in die Oberliga ab und wurde durch den Berliner SC ersetzt.
Sieger des wiedereingeführten DEV-Pokals wurde der SC Riessersee.

## Voraussetzungen

### Teilnehmer
- VfL Bad Nauheim (Aufsteiger)
- EC Bad Tölz
- Düsseldorfer EG (Aufsteiger)
- EV Füssen (Titelverteidiger)
- ESV Kaufbeuren
- Krefelder EV
- Preussen Krefeld (Aufsteiger)
- EV Landshut
- Mannheimer ERC
- SC Riessersee

### Modus
Erstmals spielte die Liga mit zehn Mannschaften, zudem sollte der Saisonverlauf durch eine Modusänderung spannender gestaltet werden. Zunächst wurde eine Einfachrunde mit allen Teams ausgespielt, nach deren Abschluss das Feld wieder in eine Meister- und eine Abstiegsrunde geteilt wurde, in dieser Saison mit jeweils fünf Mannschaften und ohne Mitnahme der Vorrundenpunkte. Der Letzte der Abstiegsrunde musste direkt absteigen, der Oberligameister stieg direkt auf, eine Relegation gab es nicht. Die Abstiegsrunde wurde zudem als neuer eigener Wettbewerb verstanden, als sogenannter DEV-Pokal.

## Vorrunde
|     |                  | Sp | S  | U | N  | Tore    | Punkte |
| --- | ---------------- | -- | -- | - | -- | ------- | ------ |
| 01. | EV Füssen        | 18 | 16 | 2 | 0  | 110:039 | 34:02  |
| 02. | ESV Kaufbeuren   | 18 | 11 | 1 | 06 | 084:075 | 23:13  |
| 03. | EC Bad Tölz      | 18 | 10 | 1 | 07 | 076:048 | 21:15  |
| 04. | Düsseldorfer EG  | 18 | 10 | 1 | 07 | 066:057 | 21:15  |
| 05. | Mannheimer ERC   | 18 | 08 | 1 | 09 | 061:73  | 17:19  |
| 06. | Krefelder EV     | 18 | 07 | 1 | 10 | 064:073 | 15:21  |
| 07. | Preussen Krefeld | 18 | 07 | 1 | 10 | 058:071 | 15:21  |
| 08. | EV Landshut      | 18 | 05 | 3 | 10 | 050:073 | 13:23  |
| 09. | VfL Bad Nauheim  | 18 | 05 | 1 | 12 | 070:102 | 11:25  |
| 10. | SC Riessersee    | 18 | 04 | 2 | 12 | 045:071 | 10:26  |

Abkürzungen: Sp = Spiele, S = Siege, U = Unentschieden, N = Niederlagen

Meisterrunde, Abstiegsrunde/DEV-Pokal, 

## Meisterrunde
|    |                 | Sp | S | U | N | Tore  | Punkte |
| -- | --------------- | -- | - | - | - | ----- | ------ |
| 1. | EC Bad Tölz     | 8  | 5 | 1 | 2 | 36:19 | 11:05  |
| 2. | EV Füssen       | 8  | 4 | 1 | 3 | 41:23 | 09:07  |
| 3. | Düsseldorfer EG | 8  | 3 | 2 | 3 | 27:37 | 08:08  |
| 4. | Mannheimer ERC  | 8  | 3 | 1 | 4 | 20:34 | 07:09  |
| 5. | ESV Kaufbeuren  | 8  | 2 | 1 | 5 | 22:33 | 05:11  |

Abkürzungen: Sp = Spiele, S = Siege, U = Unentschieden, N = Niederlagen

Meister, 

## DEV-Pokal (Abstiegsrunde)
|    |                  | Sp | S | U | N | Tore  | Punkte |
| -- | ---------------- | -- | - | - | - | ----- | ------ |
| 1. | SC Riessersee    | 8  | 5 | 0 | 3 | 28:15 | 10:06  |
| 2. | Preussen Krefeld | 8  | 5 | 0 | 3 | 31:24 | 10:06  |
| 3. | EV Landshut      | 8  | 4 | 0 | 4 | 25:30 | 08:08  |
| 4. | Krefelder EV     | 8  | 4 | 0 | 4 | 33:25 | 08:08  |
| 5. | VfL Bad Nauheim  | 8  | 2 | 0 | 6 | 19:44 | 04:12  |

Abkürzungen: Sp = Spiele, S = Siege, U = Unentschieden, N = Niederlagen

Abstieg in die Oberliga

### Entscheidungsspiel um den DEV-Pokal
- SC Riessersee – Preußen Krefeld 6:4

## Ranglisten

### Beste Torschützen
| Spieler            | Team            | Spiele | Tore |
| ------------------ | --------------- | ------ | ---- |
| Horst Philipp      | VfL Bad Nauheim | 25     | 26   |
| Manfred Hubner     | ESV Kaufbeuren  | 26     | 26   |
| Siegfried Schubert | EV Füssen       | 26     | 26   |

### Beste Verteidiger
| Spieler            | Team            | Spiele | Tore |
| ------------------ | --------------- | ------ | ---- |
| Leonhard Waitl     | EV Füssen       | 26     | 13   |
| Otto Schneitberger | Düsseldorfer EG | 26     | 11   |
| Hansjörg Nagel     | EV Füssen       | 26     | 06   |

## Kader des Deutschen Meisters
| Deutscher Meister EC Bad Tölz | Torhüter: Toni Klett, Fritz Hafensteiner Verteidiger: Hans Schichtl, Walter Riedl, Heinz Bader, Georg Lechner, Erwin Riedmeier Angreifer: Peter Lax, Alois Mayr, Albert Loibl, Rudi Pittrich, Georg Eberl, Willi Leitner, Johann „Hans“ Eimansberger, Willi Gerg, Lorenz Funk, Reinhold Meister, Karl Bär, Hans Brandner Cheftrainer: Mike Daski |